# 東京都立病院機構
地方独立行政法人東京都立病院機構（とうきょうとりつびょういんきこう、Tokyo Metropolitan Hospital Organization）とは、東京都新宿区（東京都庁内）に本拠を置く、東京都による一般地方独立行政法人。2022年（令和4年）7月1日付で、高度・専門的医療を担ってきた旧東京都立病院（8病院）と、地域医療を強みとしてきた旧東京都保健医療公社の病院（6病院・東京都がん検診センター）の運営主体を統合し、東京都の100%出資により地方独立行政法人化した。

## 運営施設

### 旧都立病院
- 東京都立広尾病院
- 東京都立大塚病院
- 東京都立駒込病院
- 東京都立墨東病院
- 東京都立多摩総合医療センター
- 東京都立神経病院
- 東京都立小児総合医療センター
- 東京都立松沢病院

### 旧公社病院
- 東京都立東部地域病院
- 東京都立多摩南部地域病院
- 東京都立大久保病院
- 東京都立多摩北部医療センター
- 東京都立荏原病院
- 東京都立豊島病院
- 東京都立がん検診センター